# TortoiseSVN
TortoiseSVN — бесплатный клиент для системы контроля версий Subversion, выполненный как расширение оболочки Windows и распространяемый под лицензией GPL.
Будучи клиентом Subversion, TortoiseSVN позволяет управлять файлами и папками во времени. Файлы хранятся в центральном хранилище, в котором запоминается каждое изменение, сделанное в хранимых файлах и папках. Это даёт возможность восстанавливать старые версии файлов и изучать историю их изменения. Поэтому Subversion и другие системы контроля версий часто называют «машинами времени» для файловой системы.
В 2007 году на SourceForge.net TortoiseSVN был признан лучшим проектом в категории «инструменты и утилиты для разработчиков».

## Возможности
- Интеграция с оболочкой Windows (опции пакета отображены в контекстном меню).
- Простой доступ к командам Subversion
- Для работы не требуется IDE.
- Информационные значки на иконках файлов для индикации состояния файла.
- Версирование папок.
- Атомарные фиксации.
- Версированные метаданные.
- Возможность выбора сетевого уровня.
- Единый способ обработки данных.
- Эффективные ветки и метки.
- На сайте доступно множество версий локализаций пакета.